# Srbsko (1941–1944)
Srbsko bylo po německé invazi a demontáži Jugoslávie v dubnu 1941 pod německou vojenskou správou (německy Militärverwaltung in Serbien), která zde zřídila kolaborační civilní vlády: nejprve krátce trvající komisařskou vládu v čele s Milanem Aćimovićem a následně vládu národní spásy pod Milanem Nedićem, která zůstala u moci do roku 1944. Územní rozsah okupovaného Srbska zahrnoval většinu dnešního Středního Srbska, severní část Kosova kolem Kosovské Mitrovice a Banát, který byl autonomní oblastí spravovaný německou menšinou.

## Historie
Po invazi v roce 1941 bylo území Jugoslávie rozděleno mezi mocnostmi Osy. V Srbsku spravovaném německou vojenskou administrativou vznikla pod vedením generála Milana Nediće Vláda národní spásy (někdy se tomuto období říká „Nedićovské Srbsko“), která ovšem nezískala žádnou autoritu. Nově zřízena srbská státní garda nebyla schopna se partyzánům zvaným Četnikům postavit na odpor. Během války přecházela veškerá moc do německých rukou. V roce 1944 bylo Srbsko osvobozeno Rudou armádou a partyzány. Milan Nedić byl uvězněn a v roce 1946 spáchal sebevraždu.

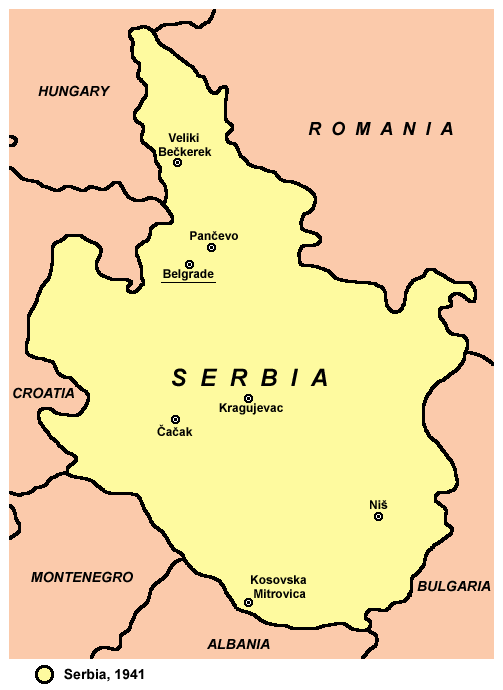
1941
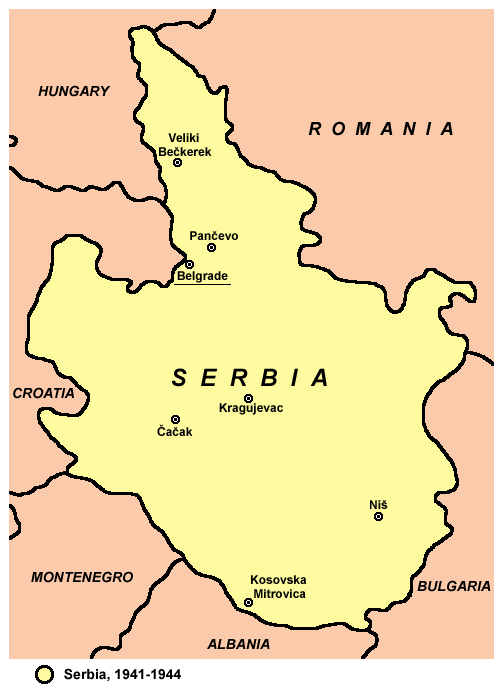
1941–1944
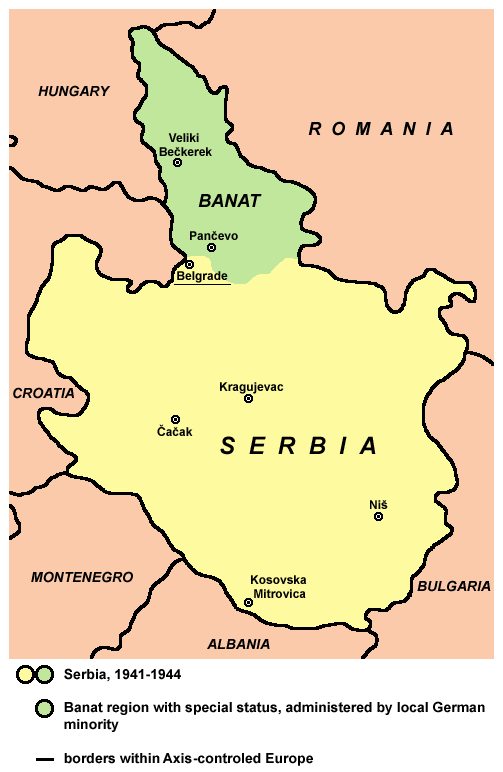